# Villenkolonie Westend

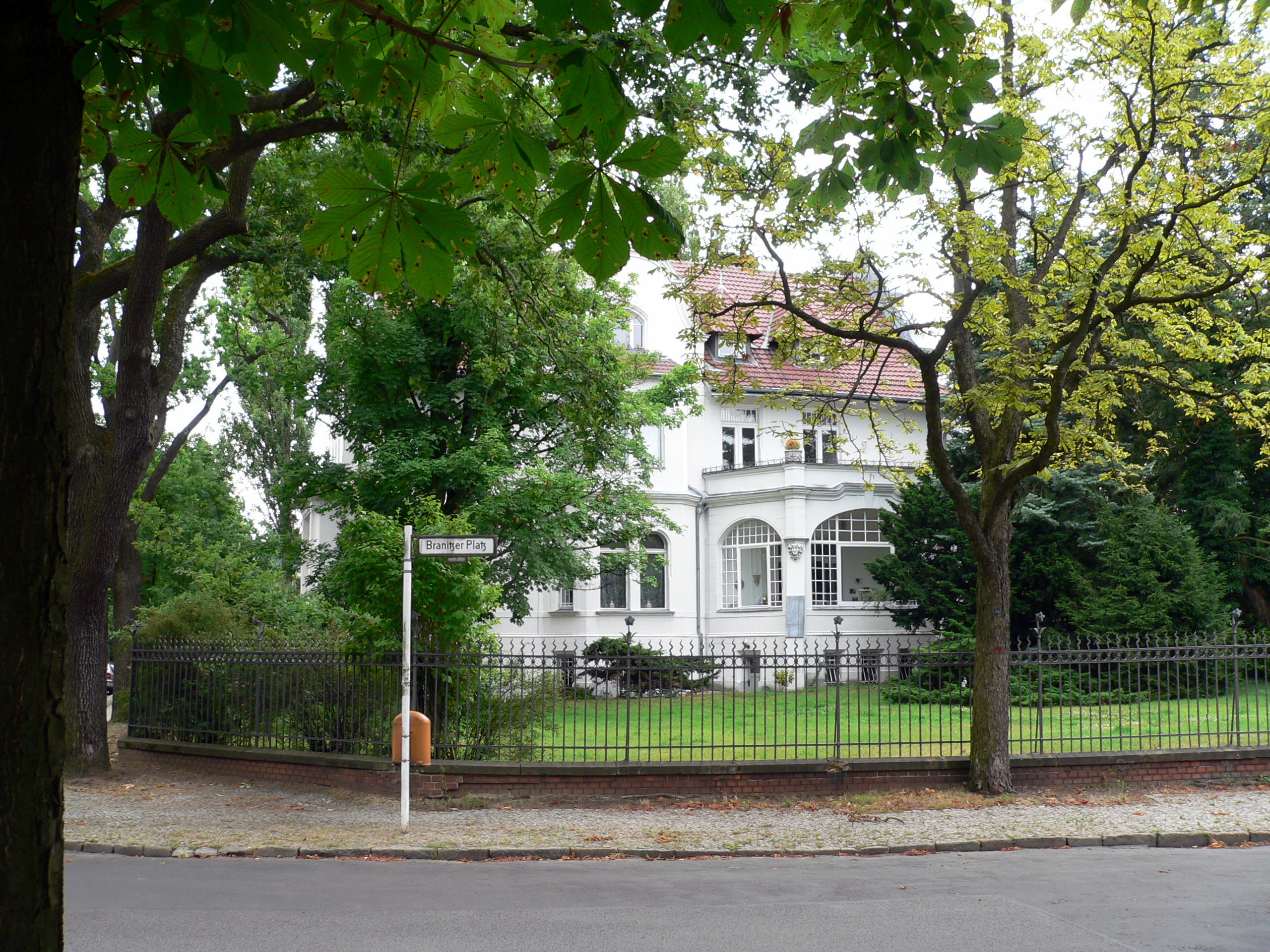
Branitzer Platz

Die Villenkolonie Westend (oft auch Alt-Westend genannt) ist eine Ortslage des Berliner Ortsteils Westend im Bezirk Charlottenburg-Wilmersdorf. Die Villenkolonie entstand seit den 1860er Jahren zwischen der Akazienallee im Norden, der Ahornallee im Osten, der Platanenallee im Süden und der Kirschenallee im Westen. Die Villenkolonie mit dem Branitzer Platz in ihrer Mitte ist die Keimzelle des 2004 durch Beschluss der Bezirksverordnetenversammlung gebildeten Ortsteils Westend. Durch das strenge Rechteckmuster unterscheidet sich die Straßenanordnung von der organisch geschwungenen Straßenführung des im frühen 20. Jahrhundert angelegten, westlich angrenzenden Neu-Westend.

## Geschichte

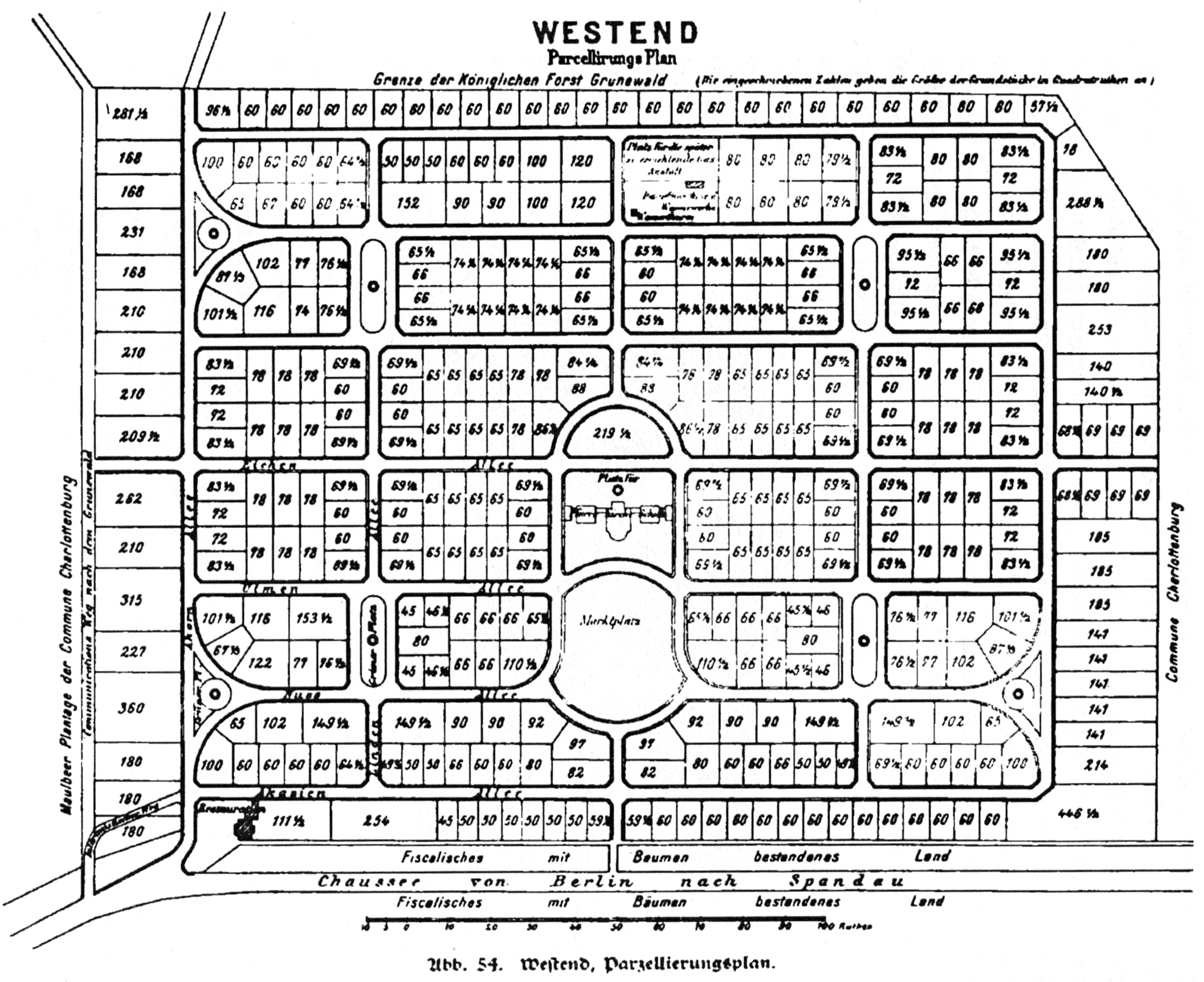
Ursprünglicher Parzellierungsplan der Villenkolonie Westend (gesüdet) von Martin Gropius, 1866

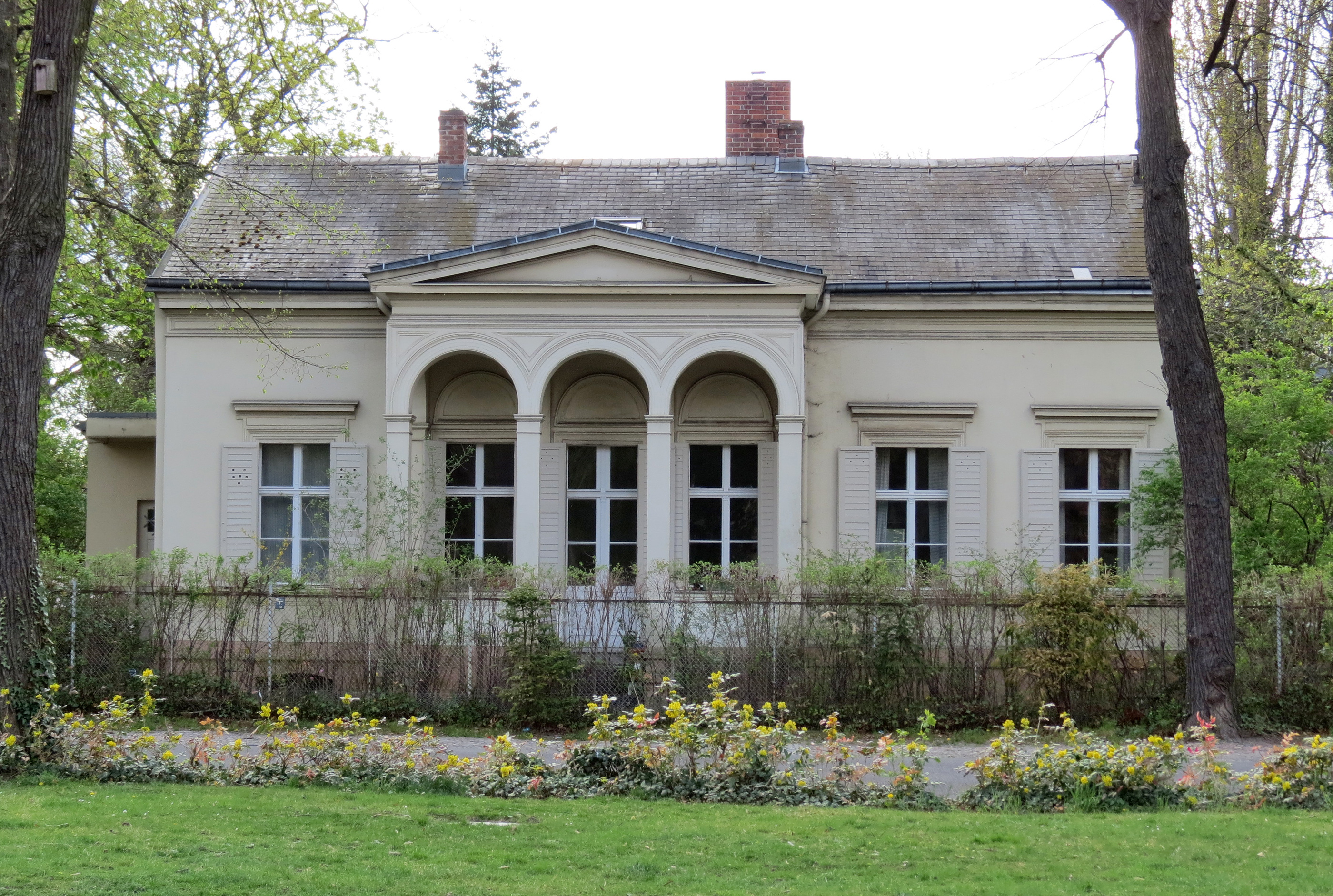
Älteste Villa Lindenallee 7 von 1867

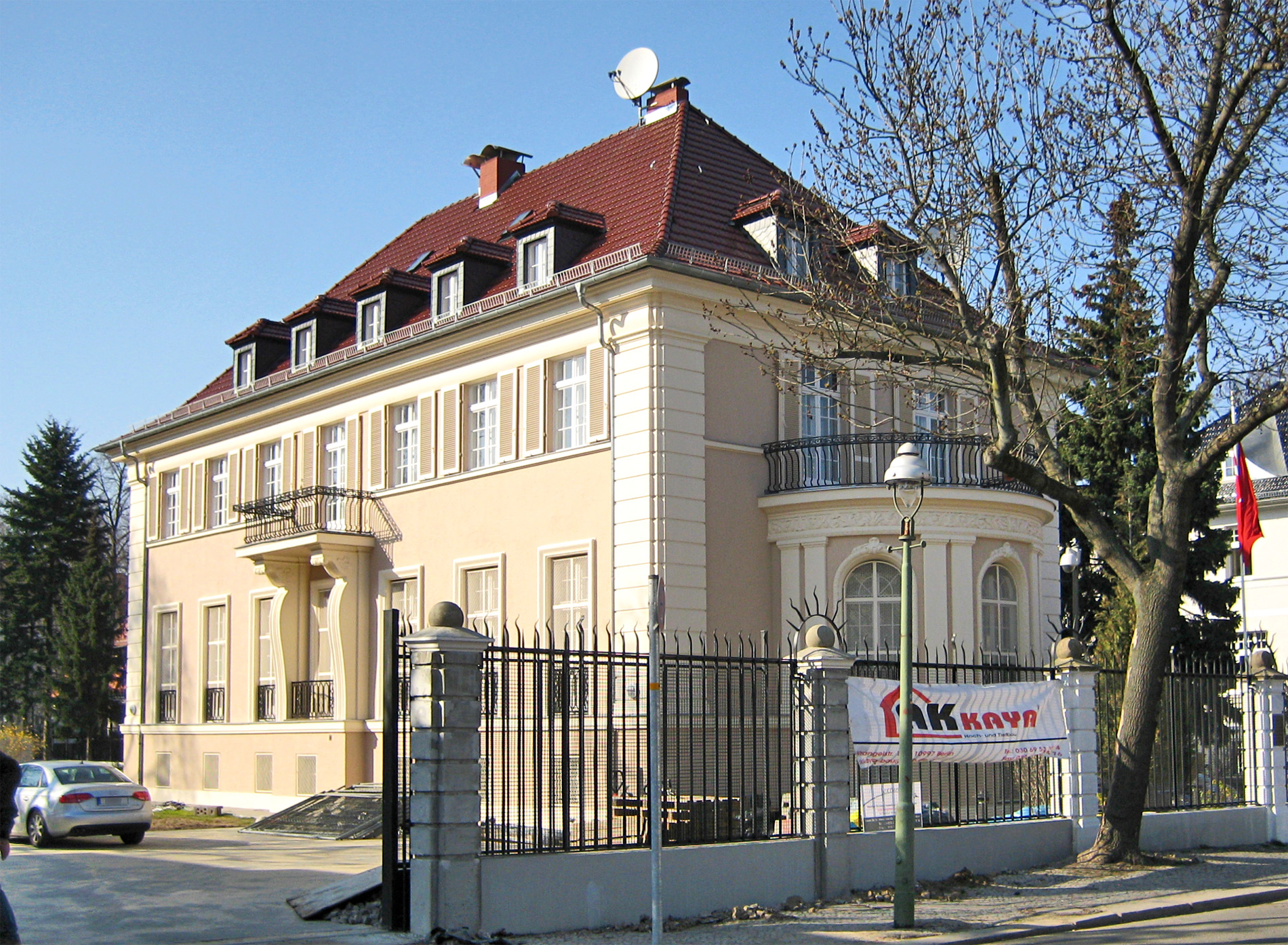
Türkisches Generalkonsulat in der Kirschenallee 21a

Am 1. Mai 1866 wurde die Kommandit-Gesellschaft auf Actien Charlottenburger Baugesellschaft Westend von Albert Werckmeister (gemeinsam mit Johannes Quistorp, dem Baumeister Martin Gropius, dem Bankier Eichhorn und dem Lotterieeinnehmer Tuchen) gegründet. Wie der Parzellierungsplan belegt, bei dem die meisten Grundstücke nur eine Größe von rund 800 m² haben, war die Zielgruppe zunächst der gehobene Mittelstand. Ein schönes Beispiel ist das älteste erhaltene Haus der Siedlung von 1867, Lindenallee 7, das mit seiner geringen Größe und seiner schlichten Art in starkem Kontrast zu vielen der späteren Villen steht. Die ersten Käufer zählten jedoch mehrheitlich zur Oberschicht, wohlhabende Kaufleute, viele aus dem persönlichen Umfeld der Gründer. Die Lage westlich der Industriemetropole Berlin erklärte sich daraus, dass durch die vorherrschenden Westwinde die Industrieabgase meist in östliche Richtung getragen werden und deshalb die westlichen Vorstädte eine bessere Luftqualität haben. Zudem lag die Siedlung auf der Anhöhe des Teltow, etwa 25 Meter oberhalb der nahegelegenen Spree und der aufstrebenden Stadt Charlottenburg. Die Straßen erhielten ausnahmslos die Bezeichnung einer „Allee“ in Verbindung mit der in der Straße angepflanzten Baumart. Zentrum der Siedlung ist der Branitzer Platz. Der ursprünglich wesentlich größer konzipierte Platz sollte eine Schule, eine Kirche, das Pfarrhaus und den Markt beherbergen, weshalb er zunächst den Namen Kirchplatz trug.
Der Zeitpunkt der Gründung fiel durch den Deutsch-Österreichischen Krieg in eine Phase der Unsicherheit. So geriet die Gesellschaft bereits nach kurzer Zeit in finanzielle Schwierigkeiten. Nur 24 Käufer hatten sich bis 1868 gefunden bei etwa 400 projektierten Parzellen. Nach dem Rücktritt Werckmeisters und der anschließenden Auflösung der Gesellschaft 1868 gingen die Geschäfte auf die Westend-Gesellschaft H. Quistorp & Co. zu Berlin über, in der Heinrich Quistorp – jüngerer Bruder von Johannes Quistorp, der kurz darauf das Stettiner Westend errichtete – und Ferdinand Scheibler persönlich haftende Gesellschafter waren.
Heinrich Quistorp nahm nun die weitere Entwicklung Westends in seine Hände. Er war mit einer Engländerin verheiratet und hatte mit ihr in Glasgow gelebt, im Stadtteil Ibrox, der heute vor allem durch das Fußballstadion Ibrox Park bekannt ist. In Erinnerung daran nannte er sein im englischen Stil errichtetes Anwesen Villa Ibrox. Heute existiert nur noch ein Nebengebäude (mit Turm) an der Ulmenallee, das die Dimensionen der Villa erahnen lässt. Auch hatte er große Pläne für Westend. Der Unterstützung des Monarchen, König Wilhelm I., versicherte er sich durch das Aufstellen einer Büste Wilhelms am Königsplatz, dem damaligen östlichen Ende der Platanenallee an der Ahornallee. Waren auf dem ersten Parzellierungsplan zwischen Rüsternallee und Platanenallee ein kleines Wasserwerk und ein Gaswerk für die Versorgung Westends projektiert, von denen das Wasserwerk mit einem kleinen Wasserturm auch kurz darauf realisiert wurde, so errichtete Quistorp das wesentlich größere Wasserwerk Teufelssee am namensgebenden See, das damals auch die Stadt Charlottenburg noch mit Wasser hätte versorgen können. Sein größtes Projekt war der Germaniaturm, ein Wasserturm mit riesigen Ausmaßen (80 Meter Höhe und 60 Meter Durchmesser) am Rande der Siedlung an der Platanenallee. Der nie ganz fertiggestellte Turm wurde 1892 abgerissen. In der kurzen wirtschaftlichen Blütephase nach dem Deutsch-Französischen Krieg gründete Quistorp auch zahlreiche Unternehmen, unter anderem eine Bank.
Mit dem Zusammenbruch von Quistorps Bankgesellschaft in der Gründerkrise von 1873 musste die Westend-Gesellschaft Konkurs anmelden. Die Bautätigkeit kam zum Erliegen und einige Villen standen leer. Ab dem Ende der 1870er Jahre entspannte sich die Situation wieder. Durch die Bevölkerungsexplosion im Berliner Raum erlebte Westend einen Aufschwung, sodass bis zur Jahrhundertwende das ursprünglich parzellierte Gelände im Wesentlichen bebaut war. Die Kolonie entwickelte sich schnell zu einer beliebten Wohngegend für das wohlhabende Bürgertum und höherer Beamter. 1878 wurde die Villenkolonie nach Charlottenburg eingemeindet.

## Verkehr und Siedlungsstruktur

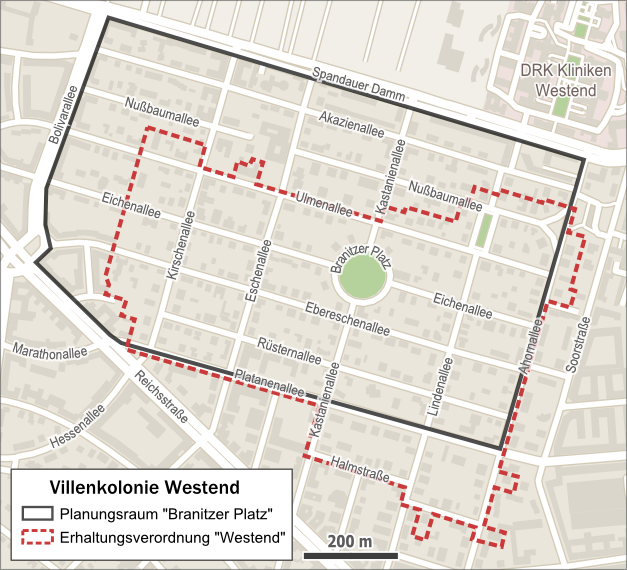
Karte mit den Umrissen des Planungsraums und des Erhaltungsgebiets Westend

Im Gegensatz zu den meisten anderen Villenkolonien Berlins, wie der älteren Villenkolonie Lichterfelde-West und der jüngeren Villenkolonie Grunewald, liegt die Villenkolonie Westend abseits der Hauptverkehrsachsen. Auf dem ersten Parzellierungsplan war sogar ein Grünstreifen als Trennung zum Spandauer Damm geplant. Trotzdem hatte Westend schon bei seiner Gründung eine Verkehrsanbindung durch die am nahe gelegenen Pferdebahnhof Charlottenburg am Spandauer Damm/Sophie-Charlotten-Straße seit 1865 endende erste Pferdebahnlinie Deutschlands. Am 1. November 1871 eröffnete die Westend-Gesellschaft eine Anschlusslinie zwischen dem Pferdebahnhof und der Kastanienallee. Den Betrieb führte die  Berliner Pferde-Eisenbahn, in deren Besitz die Strecke 1878 auch überging. Für die steil den Spandauer Berg nach Westend heraufführende Linie musste man am Pferdebahnhof in einstöckige, mit zwei Pferden bespannte Wagen umsteigen. Die Strecke wurde 1879 zur Gaststätte Spandauer Bock an der heutigen Einmündung der Reichsstraße in den Spandauer Damm fortgesetzt.
Am 15. November 1877 konnte mit der Inbetriebnahme der Berliner Ringbahn der Bahnhof Westend eröffnet werden. Bereits am 29. März 1908 wurde das Gebiet mit der Eröffnung der damaligen Linie A an das U-Bahn-Netz angeschlossen, die Endhaltestelle war der damalige Bahnhof Reichskanzlerplatz. Zur Eröffnung des Deutschen Stadions im Jahr 1913 wurde die U-Bahn-Linie über den Reichskanzlerplatz hinaus zum neu erbauten Bahnhof Stadion und 1929 bis zum heutigen Endpunkt Ruhleben verlängert. Auf dem Spandauer Damm verkehrt heute die Buslinie M45 zwischen Bahnhof Zoo und Johannesstift in Hakenfelde. Auf der Reichsstraße verkehrt die Buslinie 143 zwischen Brixplatz und dem Planetarium.
Der Planungsraum Branitzer Platz ist in der Berliner Verwaltung das festgelegte Gebiet „04020312“ innerhalb der Bezirksregion Westend und umfasst im Wesentlichen die Villenkolonie Westend. Die Siedlungsstruktur des Planungsraums ist hauptsächlich geprägt als homogenes Einfamilienhausgebiet und umfasst 2460 Wohneinheiten mit 4615 Einwohnern auf einer Fläche von 71,6 Hektar. Die Wohnungen verteilen sich mit 80 % auf Einfamilienhausgebiete, 15 % Siedlungsbau der 1950er Jahre und fünf Prozent Siedlungsbau der 1920er bis 1930er Jahre.
Bis heute ist das Gebiet eine bevorzugte Wohngegend. Seit 1985 gilt für große Teile der Villenkolonie die Erhaltungsverordnung für das Gebiet „Westend“ zum Erhalt der städtebaulichen Eigenart als eines der ältesten Berliner Villengebiete. Die erhaltenswerte Eigenart wird begründet mit „dem charakteristischen Zusammenwirken von öffentlichem begrünten Straßenraum mit qualitätsvoll gestalteten Plätzen und der villenartigen Einzelhausbebauung auf gärtnerisch gestalteten Grundstücken“. Das Erhaltungsgebiet weist eine hohe Dichte von Kulturdenkmälern auf: hier finden sich 47 Baudenkmäler, vier Denkmalbereiche und drei Gartendenkmäler. Als Besonderheit ist die dortige Gaslaternen-Straßenbeleuchtung noch in Betrieb (Stand: 2018).

## Öffentliche Einrichtungen

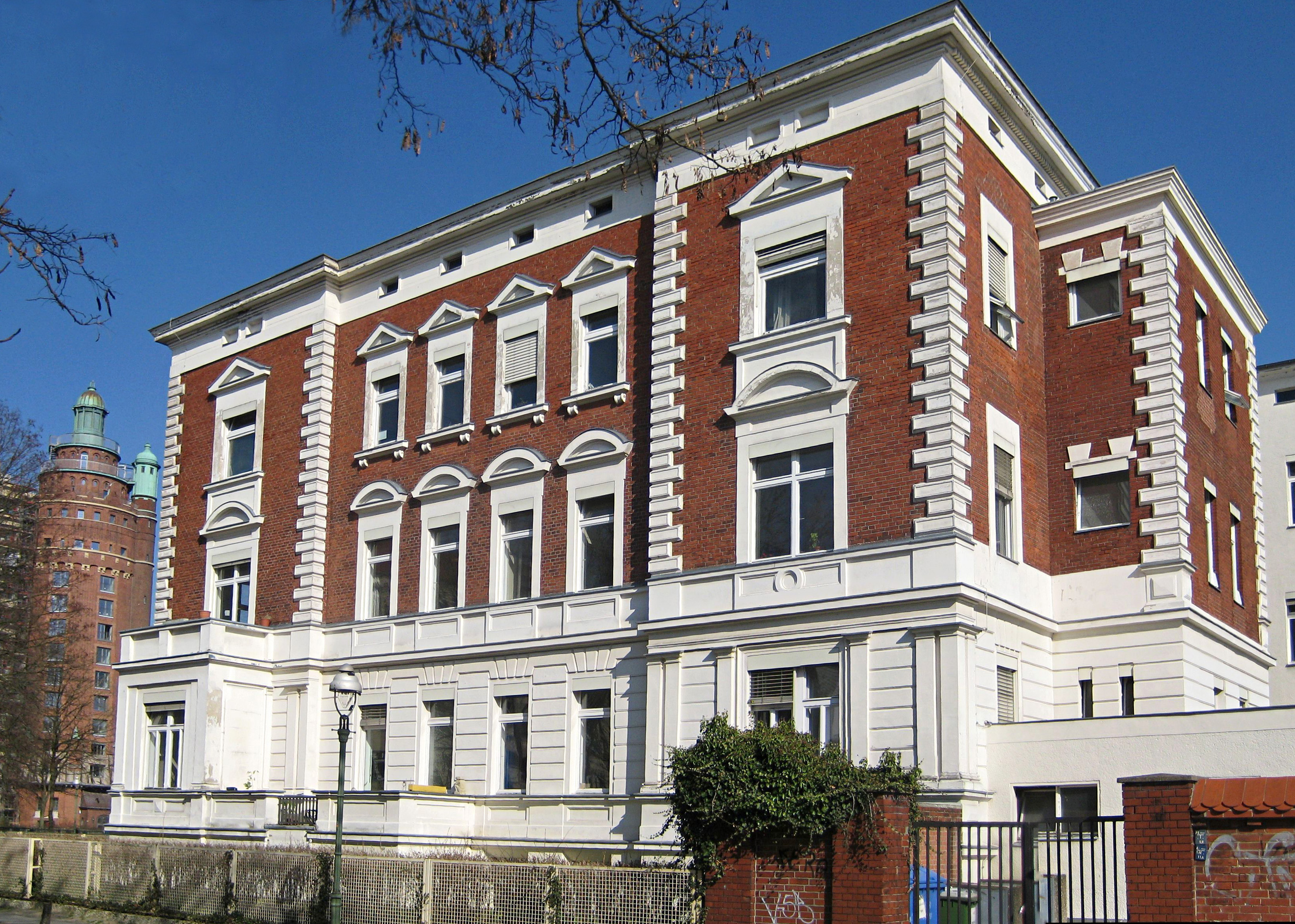
Nervenheilanstalt in der Nußbaumallee

Das ehemalige Wasserwerk Teufelssee, das der Versorgung der Villenkolonie diente, gehört nach dessen Stilllegung zum Naturschutzzentrum Ökowerk Berlin. In der Eschenallee 3 befindet sich die Klinik für Psychiatrie und Psychotherapie der Charité. Sie wurde bereits 1887 als „Privat-Irrenanstalt“ gegründet, aus denen 1910 die „Kuranstalten Westend“ hervorgingen. 1952 wurden die Kuranstalten von der vier Jahre zuvor gegründeten Freien Universität übernommen und zur Psychiatrischen Klinik und Poliklinik umgewidmet. Seit dem 1. Juni 2003, nach dem Zusammenschluss der beiden Berliner Universitätskliniken von Freier Universität, dem Benjamin Franklin Klinikum und der Humboldt-Universität – der Charité –, heißt die Klinik offiziell „Charité-Universitätsmedizin Berlin, Campus Benjamin Franklin, Klinik und Hochschulambulanz für Psychiatrie und Psychotherapie“.

## Diplomatische Vertretungen

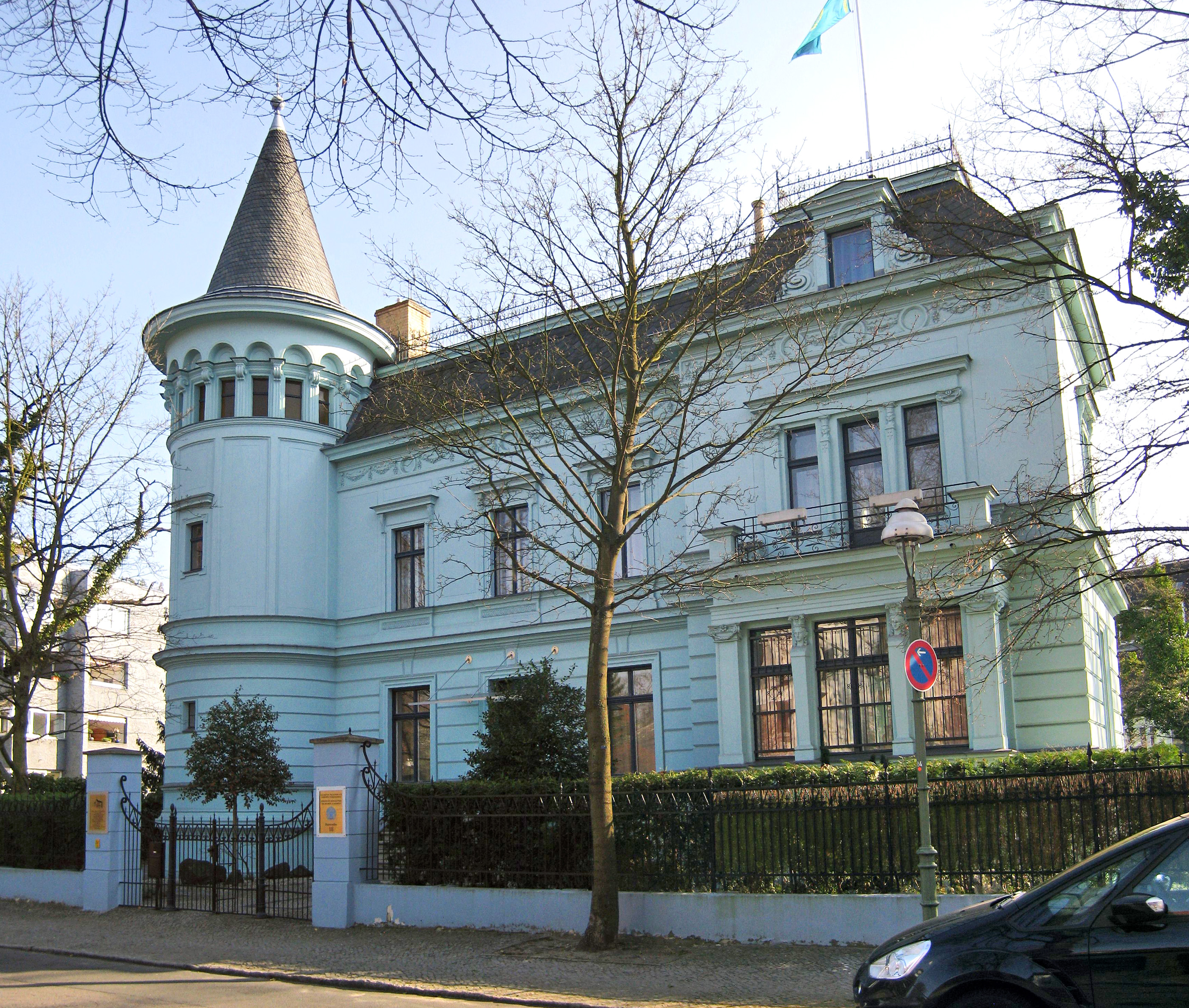
Residenz des Botschafters von Kasachstan in der Rüsternallee 18

Zum „Diplomaten-Viertel Westend“ gehören zahlreiche Botschaften (B), Konsulate (K) und Residenzen (R):
- Armenien, Nußbaumallee 4 (B, K)
- Kamerun, Ulmenallee 32 (B, K)
- Kasachstan, Rüsternallee 18 (R)
- Kirgisistan, Eichenallee 43 (R)
- Demokratische Republik Kongo (B), Ulmenallee 42a
- Tansania, Eschenallee 11 (B)
- Türkei, Heerstraße 21 (K 1), Kirschenallee 21a (K 2, R)
- Tunesien, Lindenallee 16 (B, K)
- Vietnam, Platanenallee 12a (Militärattaché)

## Prominente Bewohner
- Conrad Ansorge, Nußbaumallee 27
- Julius Bab, Akazienallee 4
- Otto Bartning, Nußbaumallee 42
- Bruno Cassirer, Branitzer Platz 1
- Karl Dall, Schaumburgallee 9, Rüsternallee 18
- Marlene Dietrich, Akazienallee 48
- Karl Foerster, Ahornallee 32
- Wilhelm Foerster, Ahornallee 32
- Stefan George, Ebereschenallee 3 und Ahornallee 31
- Anneliese und Georg Groscurth, Ahornallee 10
- Edith Hancke, Eichenallee 6
- Lilian Harvey, Ahornallee 16/17
- Johannes Heesters, Akazienallee 12
- Trude Hesterberg, Soorstraße 6, Reichsstraße 46, Platanenallee 7 und Rüsternallee 45
- Robert Koch, Ahornallee 39
- Gertrud Kolmar, Ahornallee 37
- Sabine und Reinhold Lepsius, Ahornallee 30/31
- Otto March, Ahornallee 4
- Erich Mendelsohn, Kastanienallee 32 (Pension Müller)
- Brigitte Mira, Fredericiastraße 29, Akazienallee 46
- Johanna Moosdorf, Kastanienallee 27
- Heinz Oestergaard, Ebereschenallee 4–6
- Harry Piel, Ulmenallee 12
- Heinrich Quistorp, Ahornallee 6
- Arnold Schönberg, Nußbaumallee 17
- Barbara Schöne, Soorstraße 28, Platanenallee 8
- Angelika Schrobsdorff, Ahornallee 24
- Ernst Simmel, Eichenallee 23
- Georg Simmel mit seiner Frau Gertrud, Nußbaumallee 14, Königin-Elisabeth-Straße 14, Lindenallee 13
- Albert Speer, Lindenallee 18
- Friederike Wieking und Hildburg Zeitschel, Platanenallee 4–6
- Ulrich von Wilamowitz-Moellendorff, Eichenallee 12